# Lévan Sardjevéladzé
Lévan Sardjevéladzé est un ingénieur centralien concepteur de jeux vidéo, entrepreneur, chef d'entreprise et romancier français. Il est le fondateur du studio Celsius Online à Paris et dirige également le studio Vertical à Lille.
Il est Président du Syndicat national du jeu vidéo (SNJV) de 2016 à 2023 après en avoir été vice-président et défend régulièrement le caractère culturel du jeu vidéo,,.

## Parcours
Diplômé de l'École centrale Paris (Promotion 2003) et titulaire d'un DEA de Philosophie de l'université de la Sorbonne, Lévan Sardjevéladzé crée le jeu Les Royaumes Renaissants (en) en 2004 et fonde Celsius Online en 2005.

## Le SNJV et les Pégases
Président du SNJV de 2016 à 2023, il est membre bienfaiteur de l'Académie des arts et techniques du jeu vidéo (qui décerne les Pégases) dont il a présidé à la création, "contre vents et marées",.

## Prises de position
Il a affirmé à plusieurs reprises le jeu vidéo comme œuvre culturelle, le décrivant par comparaison avec le cinéma : "Le jeu vidéo sera au XXIe siècle ce que le cinéma a été au XXe",.

## Distinctions
Il est nommé dans les classements des 50 personnes qui feront le jeu vidéo, établi par Tomorrow Lab, Gaming Campus, Clubic et l'AFJV, à la fois en 2021 et en 2022.
Il est crédité comme le concepteur du jeu March of History qui a remporté le Ping Award du meilleur jeu web en 2014.
Il est crédité comme le concepteur et programmeur du jeu Les Royaumes Renaissants (en) qui a remporté le prix du "Best Free Online RPG" décerné par le site anglais Game Ogre en 2006.